# Мустела алтайська
Мустела алтайська, Солонгой (Mustela altaica) — ссавець, дрібний хижак з родини Мустелові (Mustelidae).

## Етимологія
Слово «Солонгой» запозичене з монгольського «soluŋga».

## Середовище проживання
Країни поширення: Бутан, Китай, Індія, Казахстан, Киргизстан, Монголія, Пакистан, Російська Федерація, Таджикистан.
Цей вид зустрічається в Гімалаях до висоти 5'000 м. У Бутані він знаходиться на висотах 1'500-5'200 м над рівнем моря. Цей вид часто поселяється на альпійських луках або серед скелястих схилів. Також може бути знайдений серед обрідної лісової рослинності і переважно відкритих ландшафтів.

## Морфологія
Морфометричні показники самців: голова і тіло довжиною 224–287 мм, хвіст довжиною 108–145 мм, вага 217–350 грам. Виміри самиць: голова і тіло довжиною 217–249 мм, хвіст довжиною 90–117 мм, вага — 122–220 грам.
M. altaica нагадує Mustela sibirica, але менша, має коротше хутро і менш пишний хвіст. Є весняна й осіння линяння. Взимку хутро жовтувато-коричневе зверху та ясно-жовте знизу. Літнє хутро — від сірого до сірувато-коричневого кольору.

## Стиль життя
Це швидкий, маневрений, головним чином нічний або сутінковий вид. Виключно м'ясоїдний, здобиччю для нього є полівки, миші, пискухи, хом'яки, дрібні птахи, ящірки, комахи і особливо залежить він від пискух.

## Відтворення
У Казахстані парування відбувається в лютому-березні. Вагітність триває 38-40 днів, без затримки імплантації. Народжується 2-6, інколи до 13 дитинчат, період лактації триває 2 місяці. Після здобуття незалежності, родина залишається разом до осені.